# Església de la Unificació
L'Església de la Unificació, oficialment anomenada Federació de Famílies per a la pau i unificació mundial, és un moviment religiós nou que es defineix com a cristià, encara que això és rebutjat per la major part de les esglésies d'aquesta denominació. Barreja elements religiosos cristians amb altres d'origen oriental, especialment budistes. Qualificada de secta destructiva per nombrosos organismes internacionals, està estesa sota diverses nomenclatures per Àsia, Amèrica i Europa. A vegades rep el nom de "Secta Moon", nom del seu fundador, l'enginyer nord-coreà Yong Myong Moon, qui va canviar el seu nom a Sun Myung Moon i és anomenat pels seus seguidors "Pare vertader" i "Reverend".

## Història

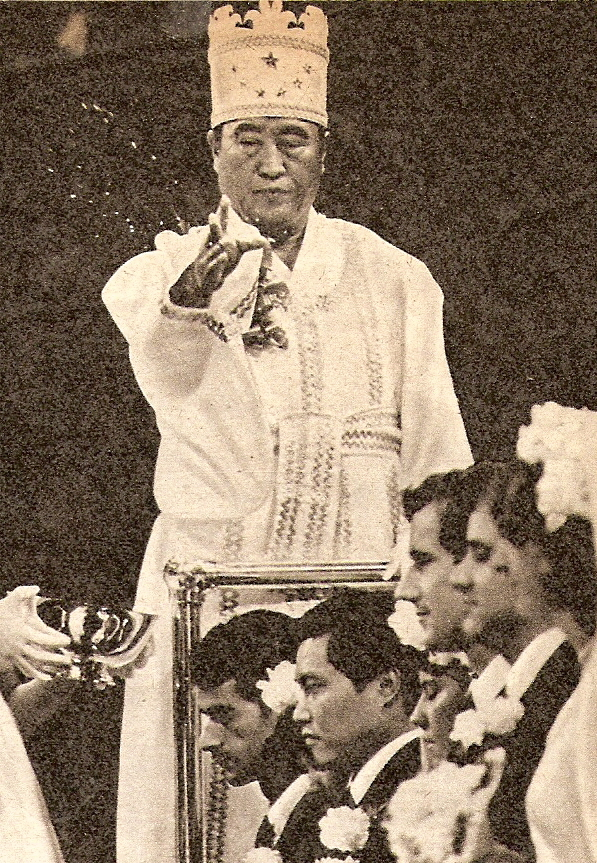
Sun Myung Moon.

El credo deriva de l'obra El Principi Diví, presentada l'any 1957 i el Cheonan Seong Gyeong, presentada el 2001 com a "testament definitiu" i "darrera revelació ". Segons afirma el seu fundador, als setze anys li va ser encomanada la missió d'unificar tots els credos religiosos caducs en un nou cristianisme. La seva interpretació del món, radicalment dualista, presenta la lluita del bé i el mal identificant al segon amb el socialisme, el liberalisme i l'ateisme. Després de ser abandonat per la seva primera esposa, el segon matrimoni que va contraure Moon, amb una estudiant de divuit anys, Hak Ja Han, va completar la seva cosmogonia amb les nocions de "Mare veritable" i "Fills sense pecat", a saber: la seva esposa i fills. Els seus fills estan cridats a dirigir la lluita contra Satanàs i heretar la terra promesa. Cada esdeveniment de la seva vida és explicat amb un significat religiós, justificat per Moon per la seva connexió directa amb Jesucrist i Buda.
A la mort del seu fundador, en 2008 Hyung Jin Moon, fill de Moon i Hak Ja Han, fou nomenat president de l'Església de la Unificació, que assegura tenir uns 3 milions d'adeptes en 194 països.

## Predicació

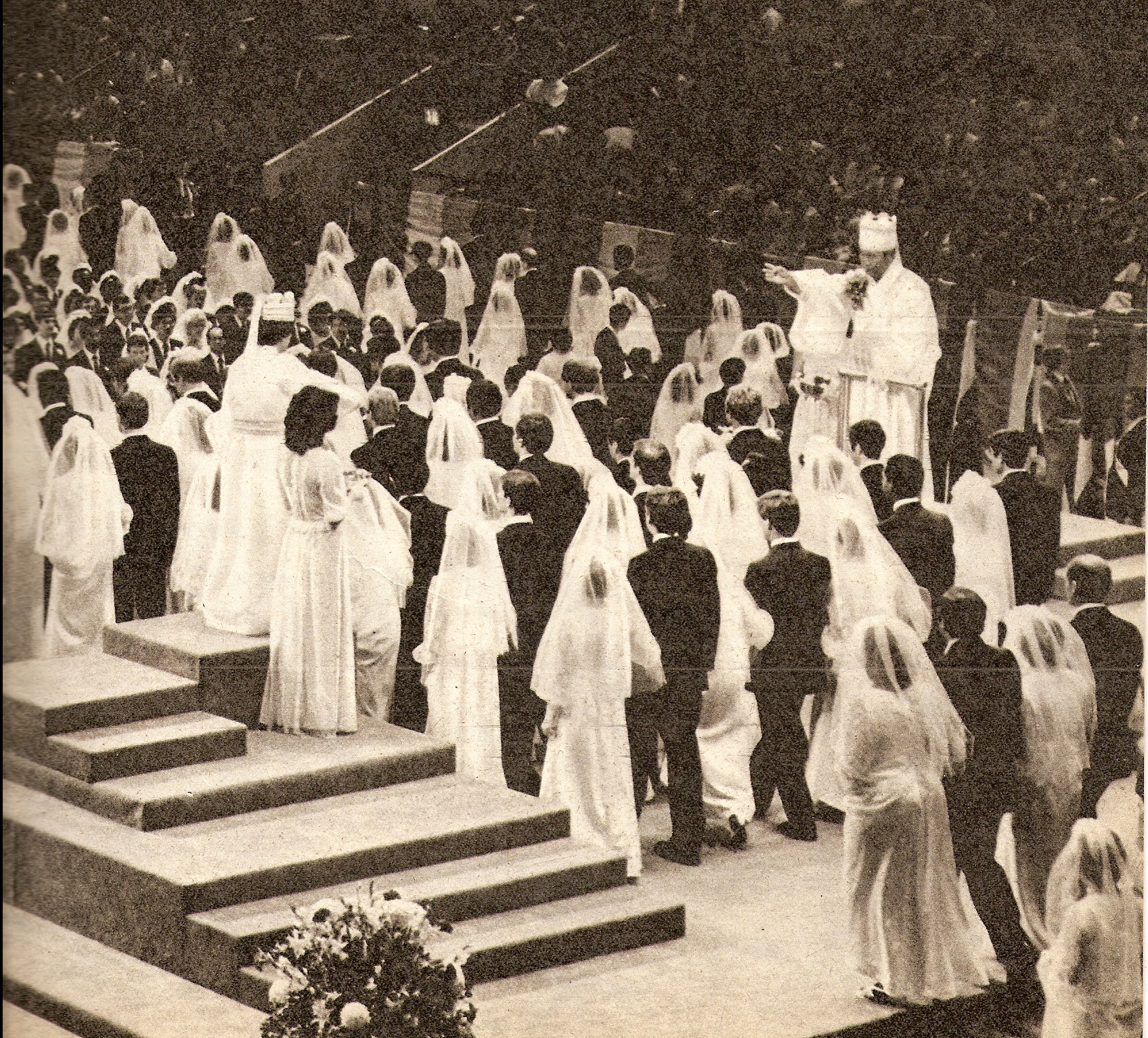
Cerimònia de matrimoni massiva.

Tots els membres de l'Església de la Unificació se sotmeten a les interpretacions bíbliques del Reverend Moon, aconseguida per mitjà de l'estudi dels principis exposats en el llibre El Principi Diví. Es promouen moments de solitud per a la reflexió. La captació i ensinistrament, per mitjà de visites a domicili i actes públics, se centra en joves als quals s'insta a servir Déu i oferir els seus esforços amb el propòsit de fer un món millor. Part dels ingressos dels membres els destinen a la lluita contra el comunisme, i fins i tot part dels seus membres i empreses estan militaritzats.
Existeixen múltiples entitats satèl·lit que serveixen a aquest propòsit, destacant la pretesa Acadèmia de professors per a la Pau del Món o l'associació de Voluntaris Metges. Altres grups posats al servei de la secta Moon són el Club d'Amics de la Joventut del Matí o el Grup d'Universitats japoneses per a la Investigació Bàsica. Per completar el sistema de proselitisme publica a més, diversos pamflets, diaris i butlletins, interns i externs, amb noms com Coneixement, Diari religiós o Família.

## Matrimoni
D'aquesta manera, i després de passar quatre anys en el si del grup, una vegada preparat espiritualment, es van aparellar amb una altra persona normalment d'una altra nacionalitat o raça diferent amb el propòsit d'unificar el món, acabant amb el racisme i els prejudicis. Cada candidat a emparellament pot acceptar o rebutjar la proposta sense cap inconvenient, la qual cosa no sol passar. Després d'això, es realitza la cerimònia de matrimoni massiva, seguida d'una separació de quaranta dies de "purificació" en els que hauran d'esperar les noves parelles sense Lluna de mel, per a alliberar els seus fills del pecat.